# Hans-Ulrich Rottka
Hans-Ulrich Rottka (* 21. September 1895 in Bautzen; † 14. Oktober 1979 in Berlin) war Reichskriegsgerichtsrat zur Zeit des Nationalsozialismus.

## Leben
Walter Hans-Ulrich Rottka stammte aus einer sächsischen Offiziersfamilie. Sein Vater Hermann Rottka war Oberstleutnant. Am Ersten Weltkrieg nahm Hans-Ulrich Rottka als Leutnant zunächst der Infanterie, später der Luftstreitkräfte teil. Am 31. Januar 1918 wurde Rottka über Mazedonien abgeschossen und erlitt schwere Wirbelsäulenverletzungen.
Von 1920 bis 1923 studierte er Jura in Leipzig und Freiburg/Br. Nachdem er 1926 promoviert hatte, wurde er Gerichtsassessor bei der Staatsanwaltschaft in Dresden. 1926 heiratete er die Richterin Elisabeth Dürholt, sie hatten drei Kinder. 1928 wechselte Rottka an das Landgericht Dresden und wurde bald darauf zum Amtsgerichtsrat und 1931 zum Landgerichtsrat befördert. Diese Tätigkeit übte Rottka bis 1935 aus.

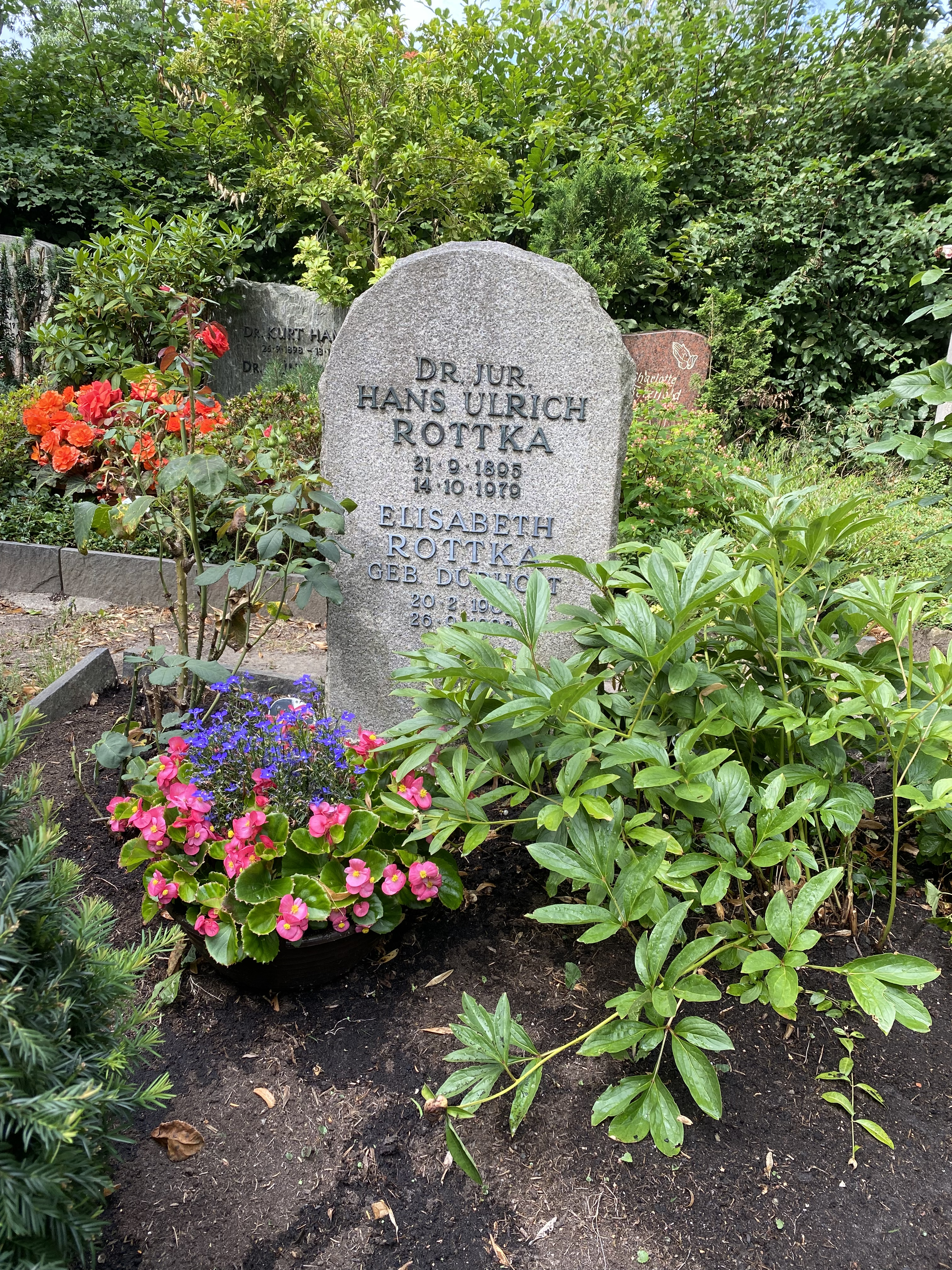
Grabstätte auf dem St.-Annen-Kirchhof

Im Jahr 1936 wurde er als Oberkriegsgerichtsrat der Luftwaffe zur Reichskriegsanwaltschaft, der Anklagebehörde des Reichskriegsgerichts, kommandiert. Am 1. Februar 1937 wurde er durch die Vermittlung Rüdiger Schleichers von der Rechtsabteilung des Reichsluftfahrtministeriums, bei der er kurzzeitig tätig war, als Kriegsgerichtsrat zum Reichskriegsgericht delegiert. Am 26. September 1942 wurde er jedoch auf Veranlassung Hitlers, weil er eine zu „humane Auffassung“ bezüglich der Angeklagten bei Prozessen gegen Zeugen Jehovas und in anderen Fällen hatte, in den Ruhestand versetzt. Rottka gehörte damit zu der sehr kleinen Minderheit von Richtern, die im Dritten Reich aus Gewissensgründen ihre Mitwirkung an einer zunehmend verbrecherischen Justiz aufkündigten. Nach der Entlassung aus dem aktiven Justizdienst beschäftigte er sich mit wissenschaftlichen Arbeiten zur Rechtsprechung des Reichskriegsgerichts.
Ende Juli 1945 wurde Rottka vom sowjetischen Geheimdienst NKWD verhaftet und bis 1950 in den Speziallagern Bautzen, Mühlberg und Buchenwald festgehalten. Nach Überstellung an die DDR-Justiz wurde er in den sogenannten Waldheimer Prozessen vom Landgericht Chemnitz zu lebenslanger Haft verurteilt. Gleichzeitig wurde die Familie enteignet. Seine Frau, die bis 1950 als Richterin in der DDR gearbeitet hatte, wurde auf Weisung des Justizministers der DDR Max Fechner von ihrem Posten entfernt. 1956 kam Rottka wieder in Freiheit.
Rottkas Sohn Eckart Rottka wurde in der Bundesrepublik Richter und betätigte sich aktiv in der Friedensbewegung. Hans Ulrich Rottka wurde auf dem Berliner St.-Annen-Kirchhof beigesetzt.

## Orden und Auszeichnungen
- Kriegsverdienstkreuz I. Klasse mit Schwertern (20. April 1944)[6]